# شمس قیس رازی
شمس‌الدین محمد بن قیس رازی (سدهٔ ۷ ق) نامدار به شمس قیس، از مهم‌ترین منتقدین ادبی و ادیب ایران و زادهٔ ری است. 
او چندی در خوارزم، فرارود و خراسان بود و به‌سبب آوازهٔ تاختن مغول، در کنار سلطان محمد خوارزمشاه به بغداد رفت و سپس در ۶۲۸ ق به فارس رفت و به خدمت اتابک سعد بن زنگی (زمان زندگی سعدی در شیراز) و پس از او به خدمت پسرش ابوبکر بن سعد بن زنگی درآمد. او اثر نامدارش، المعجم فی معاییر اشعار العجم، را به نام همین شاهزاده نگاشته‌است.